# Lecithoepiteliata
Lecithoepiteliata är en klass av plattmaskar. Lecithoepiteliata ingår i fylumet plattmaskar och riket djur.